# Мюссен
Мюссен (нім. Müssen) — громада в Німеччині, розташована в землі Шлезвіг-Гольштейн. Входить до складу району Герцогство Лауенбург. Складова частина об'єднання громад Бюхен.
Площа — 11,46 км2. Населення становить 1206 ос. (станом на 31 грудня 2020).